# Ледени брег
Ледени брег је одломљени део ледника који је више од 15 m дуг и који слободно плута у отвореној (сланој) води. Мањи комади плутајућег леда добијеног од леда глечера називају се „гролери“ или „берги“ комади.
У поларним областима снежна граница лежи на нивоу мора, што омогућава ледницима да се, кроз ледничке долине, спуштају до мора, па чак и залазе далеко на пучину, до 135 km од обале. Под утицајем ветрова и таласа од крајева ледника се одламају мањи комади и стварају пловећи ледени брегови, који плутају морима и по више година. Њихов број је поприлично велики, јер само са западних обала Гренланда доспева у Бафиново море годишње и преко 7.000 ледених брегова.
До 90% леденог брега је испод површине. Израз „врх леденог брега” илуструје мали део већег невидљивог питања. Ледени брегови се сматрају озбиљним поморским хазардом. Губитак „непотопивог” РМС Титаника 1912. године довео је до формирања Међународне патроле за лед 1914. године.
Ледени брегови који се одвоје од глечера који излазе на отворено море, као што је то случај у Гренланду, су гомиле неправилног облика. На Антарктику ледени слојеви се одвајају у виду великих табличастих (од горе равних) ледених брегова. Највећи ледени брег који је икада забележен био је Ледени брег Б-15А који се одвојио од Росове ледене плоче на Антарктику 2000. године. Његове димензије су биле скоро 300 са 40 km (186 са 25 mi). Највећи ледени брег који је забележен био је антарктички ледени брег димензија 335 са 97 mi (208 са 60 миља) виђен 240 km (150 mi) западно од острва Скот, у јужном Тихом океану, са УСС глечера 12. новембра 1956. године. Тај ледени брег је био већи од Белгије.

## Изглед
Део леденог брега изнад воде може да буде различитог облика: плочаст, пирамидалан, купаст и неправилан. Ледени брегови северне хемисфере су купастог облика и знатно мањи од антарктичких, који претежно имају облик великих плоча или столова. Над водом се налази само 11%, док је 89% ледене масе потопљено и не види се, што ледене брегове чини изузетно опасним за пловидбу. Зато постоји обалска стража, која бродове обавештава о кретању ледених брегова.
Будући да се ледени брегови углавном налазе испод морске површине, њих не покрећу ветрови, већ их носе морске струје. Ледени брегови у арктичким водама достижу ширину Њуфаундленда и тамо се коначно отапају у топлим водама Голфске струје. На јужној хемисфери, ношени морским струјама, досежу у Тихом океану до 50° ЈГШ, у Индијском до 45° ЈГШ, а у Атлантском до 40° ЈГШ. У северном делу Тихог океана има их само у заливу Аљаске, у околини ледника Маласпина, који залази у океан и тамо се отапа и комада на мање ледене брегове.

## Историја
Највећу измерену висину од 510 м имао је ледени брег регистрован 1868. године у водама јужно од Африке. С обзиром на то да се изнад воде налази свега 11% запремине леденог брега, може се само претпоставити колика је била његова стварна величина.
У судару са једним леденим брегом јужно од Њуфаундленда, потонуо је 14. априла 1912. године тада највећи прекоокеански путнички брод „Титаник“. Том приликом утопило се 1.523 путника (спасло се само 705), а место где лежи олупина брода откривено је тек 1985. године помоћу сонара, на дубини од 3.810 м.
Године 1987. од Антарктика се отцепио ледени брег дугачак 155 km и дебео 230 м. Око антарктичке обале је плутао скоро 2.000 km, да би се после две године распао на три дела. У њему је, према прорачунатој запремини, било воде, која би била довољна за Лос Анђелес за 100 година или за све становнике на Земљи, који би пили по две чаше дневно током 2.000 година.

## Недавне веће санте леда
- Санта леда B-15, 11.000 км², 2000.
- Санта леда A-38, око 6.900 km², 1998.[11]
- Санта леда А-68, (Ларсен Ц) 5.800 km2 (2.200 sq mi), 2017[12]
- Санта леда B-15A, 3.100 km², одломљена 2003.
- Санта леда C-19, 5.500 km², 2002.
- Санта леда B-9, 5.390 km², 1987.
- Санта леда D-16.310 km²}, 2006.
- Ледена плоча, 260 km², одломљена од Петерман глечера у северном Гренланду 5. августа 2010, сматрана је за највећу арктичку санту леда од 1962.[13] Око месец касније, ова санта леда је подељена на два дела када се сломила код Џоовог острва у Нерсовом пролазу код Гренланда.[14] У јуну 2011, велики фрагменти Петерманових ледених острва били су посматрани са обале Лабрадора.[15]
- Санта леда Б-17Б 140 km², 1999, узбуна за бродове објављена у децембру 2009.[16]
- Iceberg B-31, 615 km2 (237 sq mi), 2014[17]
- Iceberg B-46, 225 km2 (87 sq mi), 2018[18]